# Nittendorf
Nittendorf är en köping (Markt) i Landkreis Regensburg i Regierungsbezirk Oberpfalz i förbundslandet Bayern i Tyskland.